# 李氏小飞鼠
李氏小飞鼠（学名：Priapomys leonardi），一种分布于缅甸北部及中国云南西部地区的啮齿动物，隶属于松鼠科鼯鼠族的单型属喜山大耳飞鼠属（Priapomys）。

## 分类地位
本种最初被归属鼯鼠属箭尾飞鼠亚属（Pteromys (Hylopetes) ），之后很多学者将本种视为黑白飞鼠（Hylopetes alboniger）的同物异名或一个亚种。2021年，学者根据遗传学和形态学研究结果，认为本种与大耳飛鼠屬（Iomys）互为姊妹关系。但因为本种与大耳飛鼠之间存在显著的齿式、食性、栖息地和分布型差异，代表着两支完全不同的进化方向，故以本种为模式种，建立新属－“喜山大耳飞鼠属”。

## 保护
本种于2023年被收录入《有重要生态、科学、社会价值的陆生野生动物名录》。